# Akuzativ
Akuzativ (lat. accusare) u mnogim je jezicima padež imenice koji označava izravni objekt prijelaznog glagola. U nekim se jezicima također koristi s prijedlozima, uključujući i hrvatski.
Akuzativ postoji (ili je postojao) u svim indoeuropskim jezicima (uključujući latinski jezik, sanskrt, grčki, njemački, ruski), u ugro-finskim jezicima, i u semitskim jezicima (kao što je arapski i hebrejski). Neki jezici kao finski i estonski imaju dva padeža kojima označavaju objekte: akuzativ i partitiv.

## U hrvatskom jeziku
Akuzativ je po tradicionalnom poretku "četvrti padež" hrvatskog jezika i odgovara na pitanje koga? i što? i ovisi o glagolu, pridjevu i prijedlogu. Pojavljuje se i većini drugih slavenskih jezika u kojima ima sličnu funkciju, a ponegdje i oblik. Akuzativ je padež koji označava da glagolska radnja potpuno obuhvaća neki predmet.
Akuzativ bez prijedloga u rečenici jest:
- izravni objekt

Mi pjevamo pjesmu.
- neizravni objekt

Sram vas bilo.
- priložna oznaka vremena

Čitavu sam zimu  proveo na skijanju.
Akuzativ s prijedlozima jest:
- priložna oznaka mjesta

Šetam kroz šumu.
- priložna oznaka vremena

Tako je to bilo u ono doba.
- priložna oznaka namjere

Zagrlili smo se u znak dobre volje.
- priložna oznaka uzroka

Osuđen je za provalu u stanove.
- priložna oznaka načina

Moj je otac uvijek to radio na isti način.
- priložna oznaka pogodbe

Uz glavno jelo treba nam i salata.
- priložna oznaka dopuštanja

I uza sav naš trud nismo ih uspjeli pobijediti.
- prijedložni objekt

Kuća je nalikovala na dvorac.
- atribut

Knjige za školu stići će ubrzo u knjižare.
- pridjevna dopuna

Ljudsko je tijelo osjetljivo na hladnoću.

### Akuzativ izravnoga objekta
Akuzativ izravnoga objekta dopunjuje prijelazne glagole, označava predmet koji je izravno uključen u neku radnju, stanje ili zbivanje:
brati cvijeće, pjevati pjesmu, čitati knjigu, svirati gitaru

### Vremenski akuzativ
Vremenski akuzativ označava vrijeme radnje;  ponekad je zamjenjiv genitivom:
Akuzativ: Svaki dan idem u školu.
Genitiv: Svakoga dana idem u školu.
A ponekad može doći samo genitiv:
Bilo je to godine devetsto i treće. (Bilo je to godinu devetsto i treću.)

### Akuzativ mjere
Akuzativ mjere označava količinu; nije zamjenjiv genitivom:
Kasnio je dvije minute. (dvaju minuta)
Šutjela je sve to vrijeme. (sveg tog vremena)

### Načinski akuzativ
Načinski akuzativ dolazi u frazemskim konstrukcijama u kojima je najčešće riječ o elipsi:
Hodali su ruku pod ruku. (elipsa - izostavljen je dio: Hodali su tako da su držali ruku pod ruku.)
Razgovarali su oči u oči.

### Akuzativ s infinitivom
Jučer su iz EU došli opet gnjaviti Hrvatsku novim zahtjevima.
Građevinski radnici su bili danas ujutro asfaltirati našu ulicu.
Akuzativ s infinitivom ponegdje je zastarjela konstrukcija i stilski obilježena:
Tada on učini obnoviti Atenu.
Česta je u latinskome jeziku:
Scio me nihil scire. (lat. znam da ništa ne znam.)

### Akuzativ s prijedlozima
Prijedlozi uz akuzativ:
kroz, niz, uz, na, o, po, u, mimo, među, nad, pod, pred, za
Prijedloge među, nad, pod, i pred, akuzativ dijeli s instrumentalom i oni u akuzativu označavaju gdje radnja završava, dok prijedloge u, na, o, i po dijeli s lokativom i u akuzativu su uvijek vezani za glagol kretanja:
Akuzativ: Brod je uplovio u luku. (dinamički odnos)

Lokativ: Brod je u luci. (statički odnos)

Akuzativ: Posjeo je dijete na rame.

Lokativ: Dijete je na ramenu.

Akuzativ: Išao je u školu.

Lokativ: U školi je bilo veselo.
Prijedlozi u i na mogu biti i prijedlozi vremena i načina:
u jedan glas, na ljeto, na smrt, u ruke...
Prijedlozi o i po u akuzativu označavaju cilj:
otimaju se o carstvo, svaki komad po kunu...
Često se javlja i skamenjeni akuzativ, uz brojeve:
Dogodio se sudar dva vlaka. (Dogodio se sudar dvaju vlakova - genitiv)
Bio je to bicikl dvije sestre. (Bio je to bicikl dviju sestara - genitiv)